# Iskusjenije
Iskusjenije (russisk: Искушение) er en russisk spillefilm fra 2007 af Sergej Asjkenazi.

## Medvirkende
- Sergej Makovetskij som Igor
- Jekaterina Fedulova som Zjenja
- Ilja Iosifov som Sasja
- Svetlana Ivanova som Anja
- Ivan Stebunov som Andrej